# ويليام سكروب
ويليام سكروب (1772-1852) (بالإنجليزية: William Scrope)‏ كان رياضيًا وفنانًا هاويا إنجليزيًا، معروفا بكونه كاتبا في الرياضة.

## حياته
هو ابن ريتشارد سكروب،د. نجح سكروب في مليكة قلعة كومب، ويلتشير، عند وفاة والده عام 1787. إنتقلت إليه عقارات سكروب كوكرنتين، لنكولنشاير، في عام 1795. كان باحثًا كلاسيكيًا، رياضيًا ومُخلصًا مُحبًا لمطاردة الغزلان وصيد سمك السلمون، وفنانًا للمناظر الطبيعية.
إستأجر سكروب مكانًا بالقرب من ميلروز، حيث عاش على علاقة طيبة مع السيد والتر سكوت. كان عضوًا في أكاديمية سان لوقا في روما، وزميلًا في جمعية لينيان. توفي في منزله، في ميدان بلجريف، لندن في 20 يوليو 1852.

## أعماله
نشر سكروب كتابين، «فن صيد الغزلان»(1838 ، و أعيد إصداره عام 1885)، وأيام وليالي صيد سمك السلمون في تويد، (1843 أعيد إصداره عام 1883). تم رسم كلاهما بلوحات توضيحيّة وفقا لإدوين لاندسير، وتشارلز لاندسير، ديفيد ويلكي، وويليام سيمسون، وآخرين.
عُرضت مناظر الرسم في اسكتلندا وإيطاليا وصقلية وأماكن أخرى، كان سكروب يعرض في الأكاديمية الملكية للفنون من وقت لآخر ، ولاحقًا في المعهد البريطاني، الذي كان مديرًا نشطًا فيه. كثيرًا ما ساعده في عمله ويليام سيمسون، R.S.A 

## عائلته
كان سكروب سليلاً مباشرًا لريتشارد لي سكروب، البارون الأول سكروب في بولتون، وقد كان آخر رجل في عائلته التي مَثلها. تزوج عام 1794 من إيما لونج، ابنة تشارلز لونج، من جريتلتون، ويلتشير، ولديها ابنة وريثة وحيدة، إيما فيبس؛ تزوجت، في عام 1821، من جورج بوليت طومسون، الذي استحوذ بعد ذلك على اسم وممتلكات عائلة سكروب.